# 기브스 역설
기브스 역설(Gibbs paradox)은 열역학에서 기체의 확산에서 관찰되는 불연속적 속성에 관한 것이다.
부피가 V 인 상자 내부에 있는 분자 수가 N 개인 이상기체의 엔트로피 S는 다음과 같이 쓸 수 있다. (k는 볼츠만 상수 )
{\displaystyle S=Nk\ln V+{3 \over 2}Nk}
이제 부피가 V 인 정육면체 모양의 상자 한가운데에 칸막이가 있고 N 개의 이상기체 입자가 한쪽 방에 모여있다고 하자. 
다른 쪽 방은 비어있다. 이제 칸막이를 치우면 모여있던 입자는 퍼져나간다. 칸막이를 넣고 치우는 행위는 계의 
엔트로피에 영향을 주지 않는다고 하자. 이 때 엔트로피의 변화를 계산하면
{\displaystyle \triangle S=S_{\text{final}}-S_{\text{initial}}=Nk\ln V+{3 \over 2}Nk-\left(Nk\ln {V \over 2}+{3 \over 2}Nk\right)=Nk\ln 2}
이제는 한쪽 방에는 N 개의 입자가 있고 다른 쪽 방에는 다른 입자 N 개가 있는 상황을 생각해보자. 그러면 엔트로피의 변화는 다음과 같이 계산되어야 할 것이다.
{\displaystyle \triangle S=2Nk\ln V+{3 \over 2}2Nk-2\left(Nk\ln {V \over 2}+{3 \over 2}Nk\right)=2Nk\ln 2}
마지막으로 2N 개의 입자가 좌우방에 각각 N 개씩 놓여있는 경우를 생각해보자. 그러면 엔트로피 변화는 위와 같이 계산될 수 있으므로 엔트로피의 변화가 2Nk ln 2 만큼 있다. 하지만 이 경우는 칸막이를 다시 하여 원래대로 상태를 되돌릴 수 있으므로 엔트로피의 변화는 0 이어야 한다. 여기서 역설이 발생하며 미국 물리학자 Josiah Gibbs에 의해 처음 논의된 것으로 Gibbs paradox라고 한다. 이 역설은 단지 동일한 입자의 교환만 변화한 시스템의 모든 상태는 같은 상태로 생각된다는 구분불가능에 대한 이해로 극복될 수 있다. 이에 따르면 입자 N 개를 교환하는 방법은 N ! 개로 처음의 계산은 N ! 개의 상태가 중복되어 세어진 것이다. 따라서 이를 반영하면 엔트로피 S는 다음과 같이 수정할 수 있다.
{\displaystyle S=Nk\ln \left[{V \over {Nh^{3}}}\left(2\pi mkT\right)^{3/2}\right]+{5 \over 2}Nk}
이제 엔트로피의 변화를 계산해보면 
{\displaystyle \triangle S=\left\{2Nk\ln \left[{V \over {2Nh^{3}}}\left(2\pi mkT\right)^{3/2}\right]+{5 \over 2}2Nk\right\}-2\left\{Nk\ln \left[{V \over {2Nh^{3}}}\left(2\pi mkT\right)^{3/2}\right]+{5 \over 2}Nk\right\}=0}
이 됨을 확인할 수 있다.

## 참고문서
- Stephen Jm Blundell and Katherine M. Blundell, Concepts in Thermal Physics, OXFORD, 2006, P. 228.
- http://www.nyu.edu/classes/tuckerman/stat.mech/lectures/lecture_6/node5.html
- http://farside.ph.utexas.edu/teaching/sm1/lectures/node66.html